# Cintaratu (Lakbok)
Cintaratu is een bestuurslaag in het regentschap Ciamis van de provincie West-Java, Indonesië. Cintaratu telt 5775 inwoners (volkstelling 2010).